# Rashami Desai
Shivani Desai (sinh ngày 13 tháng 2 năm 1986 tại Nagaon, Assam, Ấn Độ), nổi tiếng với nghệ danh Rashami Desai, là một nữ diễn viên điện ảnh và truyền hình người Ấn Độ tham gia các bộ phim bằng tiếng Hindi. Cô được biết đến qua vai diễn Tapasya Thakur trong bộ phim Con của người hầu gái, Shorvori Bhattacharya trong bộ phim Đẻ mướn và Shakala trong phần 4 của bộ phim Tình người kiếp rắn.

## Tiểu sử
Rashami Desai, tên khai sinh là Shivani Desai, sinh ngày 13 tháng 2 năm 1986 tại Nagaon, Assam, Ấn Độ. Cô là người gốc Gurajat. Cô lớn lên ở Mumbai, học tập và làm việc tại đây. Cô có bằng tốt nghiệp ngành Du lịch và Lữ hành tại Trường Cao đẳng Thương mại và Kinh tế Narsee Monjee, Mumbai.

## Sự nghiệp

### Vai chính đầu tay trong bộ phim điện ảnh (2002–2006)
Rashami Desai có vai chính đầu tay trong bộ phim bằng tiếng Assam mang tên Kanyadaan vào năm 2002. Cô có tác phẩm Bollywood đầu tay trong bộ phim thuộc thể loại lãng mạn, kinh dị mang tên Yeh Lamhe Judaai Ke và đóng chung với Shah Rukh Khan cùng Raveena Tandon.
Năm 2005, cô có tác phẩm bằng tiếng Hindi đầu tay khi vào vai Naina trong bộ phim Shabnam Mausi và đóng chung với Ashutosh Rana và Vijay Raaz. Sau đó, cô nổi tiếng trong ngành công nghiệp điện ảnh bằng tiếng Bhojpur khi cô đóng nhiều vai diễn trong các bộ phim như Balma Bada Nadaan và Gabbar Singh. Năm 2005, cô vào vai chính trong bộ phim Kab Hoi Gauna Hammar, bộ phim này đã giành được Giải thưởng Quốc gia cho bộ phim điện ảnh hay nhất bằng tiếng Bhojpur.

### Vai chính đầu tay trong bộ phim truyền hình và sự đột phá trong diễn xuất (2006–2008)
Cô có vai chính đầu tay trong bộ phim truyền hình khi cô vào vai Nữ hoàng Mandodari bộ phim thần thoại Ravaan và đóng chung với Jay Soni. Năm 2007, cô tham gia bộ phim bằng tiếng Anh mang tên Sambar Salsa.
Năm 2008, cô có bước đột phá lớn trong sự nghiệp khi cô vào 2 vai diễn Nikki Shrivastav và Pari Rai Choudhary trong bộ phim Pari Hoon Main. Cô cũng vào vai Priya trong bộ phim kinh dị Ssshhhh...Koi Hai và đóng chung với Manish Paul.

### Thành công nhờ vai diễn trong bộ phimCon của người hầu gái(2009–2016)

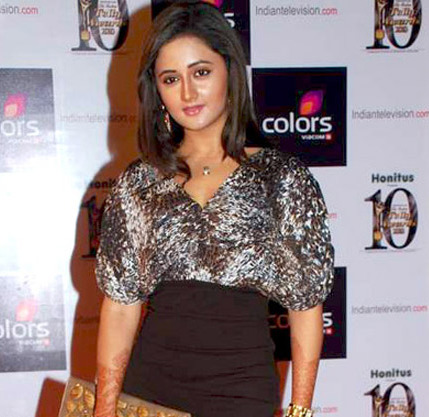
Rashami Desai tại Giải thưởng Truyền hình Ấn Độ 2010.

Năm 2009, cô vào vai Tiến sỹ Meher Datta bộ phim Meet Mila De Rabba và đóng chung với Surilie Gautam cùng Piyush Sahdev. Cùng năm đó, cô vào vai Tapasya Thakur trong bộ phim Con của người hầu gái và đóng chung với Tina Datta và Nandish Sandhu. Vai diễn này đã giúp cô giành được Giải thưởng Truyền hình Ấn Độ cho các hạng mục Nữ diễn viên xuất sắc nhất và Nữ diễn viên vào vai phản diện xuất sắc nhất.
Cô cũng là thành viên của đội "Massakalli Girls" trong mùa 2 của chương trình truyền hình thực tế Zara Nachke Dikha và giành ngôi vị quán quân của chương trình. Năm 2012, cô tham gia mùa 5 của chương trình truyền hình thực tế Jhalak Dikhhla Jaa và giành ngôi vị á quân của chương trình. Năm 2013, cô vào vai Natkhat Sali trong bộ phim hài Nautanki: The Comedy Theatre.
Năm 2014, cô vào vai hai nhân vật có niềm tin mù quáng và đại diện cho những người phụ nữ bị tra tấn trong chính gia đình của mình trong các tập phim của Savdhaan India và Đội đặc nhiệm CID.
Năm 2015, cô tham gia mùa 6 của chương trình truyền hình thực tế Fear Factor: Khatron Ke Khiladi.  Cô đã bị loại ở tuần 5 của chương trình, tuy nhiên cô bất ngờ quay trở lại chương trình khi được trao một suất ưu tiên. Cô tiếp tục bị loại trước đêm chung kết của chương trình cùng với Sana Khan. Sau đó cô tham dự mùa 7 của chương trình truyền hình thực tế Nach Baliye cùng với Nandish Sandhu và giành ngôi vị á quân của chương trình. Tháng 10 năm 2015, cô vào vai một cô gái câm điếc trong MV ca nhạc Teri Ek Hassi do nam ca sĩ Jubin Nautiyal thể hiện và đóng chung với người chồng cũ Nandish Sandhu.
Năm 2016, cô vào vai phản diện Preeti trong bộ phim siêu nhiên Adhuri Kahaani Hamari. Cô cũng tham gia mùa 2 của chương trình truyền hình thực tế Box Cricket League. Cô cũng tham gia MV ca nhạc Sajna Ve do Monali Thakur, Dilip Soni thể hiện và đóng chung với Salman Yusuff Khan. Cô cũng tham gia chương trình hài thực tế Mazaak Mazaak Mein do hãng Balaji Telefilms sản xuất. Cô cũng tham gia bộ phim Rare & Dare Six-X và đóng chung với Rituparna Sengupta cùng Shweta Tiwari.

### Thành công nhờ vai diễn trong bộ phimĐẻ mướnvà một số vai diễn khác (2017–2020)

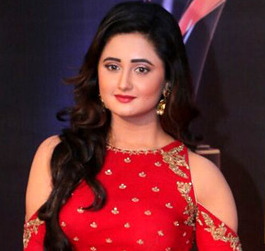
Rashami Desai tại lễ trao giải Cánh hoa Vàng 2017.

Năm 2017, cô vào vai Shorvari Bhanushali trong bộ phim Đẻ mướn và đóng chung với Siddharth Shukla cùng Jasmin Bhasin, được chuyển thể từ bộ phim truyền hình năm 2001 Chori Chori Chupke Chupke. Vai diễn này đã giúp cô giành được đề cử Nữ diễn viên xuất sắc nhất tại lễ trao Giải Cánh hoa Vàng 2017.
Vào cùng năm đó, cô có tác phẩm bằng tiếng Gurajat đầu tay khi cô tham gia bộ phim điện ảnh thuộc thể loại lãng mạn, kinh dị mang tên Superstar và đóng chung với Dhruvin Shah.
Năm 2019, cô vào vai chính trong loạt phim hài Chalo Saaf Karein. Đây là bộ phim do Bộ Nước uống và Vệ sinh phối hợp với Doordarshan sản xuất. Cuối năm 2019, cô tham gia mùa thứ 13 của chương trình truyền hình thực tế Bigg Boss và giành ngôi vị á quân 3 chung cuộc.
Năm 2020, cô vào vai Shakala trong phần 4 của bộ phim siêu nhiên nổi tiếng Tình người kiếp rắn và đóng chung với Nia Sharma, Anita Hassanandani cùng Vijayendra Kumeria. Cô cũng vào vai Sania trong bộ phim ngắn Tamas và đóng chung với Adhvik Mahajan; tham gia chương trình truyền hình thực tế Ladies vs Gentleman do Ritesh Deshmukh và Genelia D'Souza làm người dẫn chương trình. Vào tháng 12 năm 2020, cô tham gia bộ phim ca nhạc lấy cảm hứng từ vũ đạo của Palash Muchhal mang tên Ab Kya Jaan Legi Meri do Palash Muchhal và Amit Mishra thể hiện; và đóng chung với Shaheer Sheikh và Sana Saeed.

### Mở rộng chuyên môn (2021–nay)

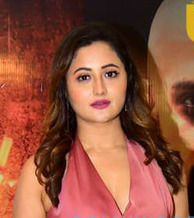
Rashami Desai vào năm 2021

Năm 2021, cô có vai diễn đầu tay trong bộ phim chiếu mạng khi cô tham gia bộ phim chiếu mạng hình sự Tandoor và đóng chung với Tanuj Virwani. Vào tháng 5 năm 2021, có thông báo cho rằng Rashami Desai sẽ hợp tác với nam ca sĩ Rahul Vaidya để cover bài hát. Vào tháng 9 năm 2021, cô tham gia bộ phim ca nhạc Subhan Allah của Altamash Faradi. Vào cuối năm, cô tiếp tục hợp tác với Rahul Vaidya ra mắt một bộ phim ca nhạc mang tên Zindagi Khafa Khafa. Vào tháng 11 năm 2021, cô trở lại trong mùa thứ 15 của chương trình Bigg Boss với một suất ưu tiên và giành ngôi vị á quân 5 của chương trình.
Tháng 3 năm 2022, cô tham gia 3 bộ phim ca nhạc bao gồm Qatilana, Biraj Mein Jhoom và Tere Pind. Năm 2022, cô vào vai diễn khách mời trong bộ phim Nữ thần rắn báo thù. Vào tháng 4 năm 2022, cô hợp tác với Neha Bhasin để ra mắt bộ phim ca nhạc mang tên Parwah.
Tháng 5 năm 2023, cô tham gia bộ phim bằng tiếng Hindi mang tên Mission Laila và đóng chung với Rajpal Yadav. Cô cũng tham gia bộ phim ngắn Hisaab Barabar và đóng chung với R. Madhavan. Cô cũng tham gia tác phẩm thứ hai bằng tiếng Gurajat mang tên Mom Tane Nai Samjay, đóng chung với Amar Upadhyay và được ghi hình tại Luân Đôn. Cô có vai chính đầu tay trong bộ phim hài lãng mạn bằng tiếng Punjab mang tên Chambe Di Booti và đóng chung với Nav Bajwa. Cô cũng tham gia bộ phim bằng tiếng Hindi mang tên Idiots và đóng chung với Urvashi Rautela.

## Sự nổi tiếng trong giới truyền thông
Năm 2021, cô trở thành đại sứ thương hiệu của công ty JioMart. Năm 2023, cô trở thành đại sứ thương hiệu và chủ sở hữu nhãn hiệu Glamveda.

## Đời tư

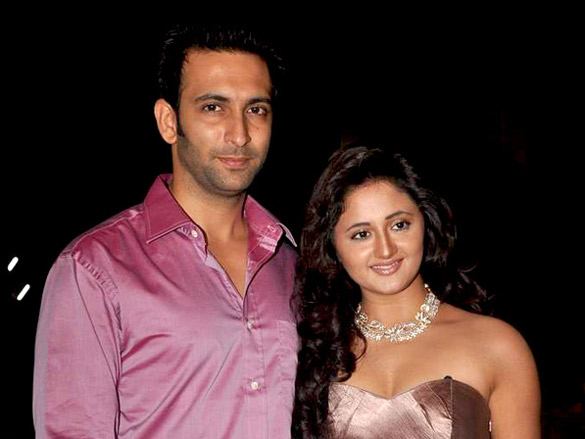
Rashami Desai cùng với chồng cũ Nandish Sandhu.

Ngày 12 tháng 2 năm 2011, cô kết hôn với nam diễn viên Nandish Sandhu tại Ghaziabad. Năm 2014, cả hai người ly thân và vào năm 2015, cặp đôi đệ đơn ly hôn sau gần 4 năm chung sống với nhau. Cuộc hôn nhân giữa hai người chấm dứt vào tháng 3 năm 2016.
Năm 2018, cô hẹn hò với Arhaan Khan, cả hai người đều tham dự mùa thứ 13 của chương trình Bigg Boss, Arhaan đã cầu hôn Desai và cô chấp nhận lời cầu hôn. Tuy nhiên, sau đó, Salman Khan tiết lộ Arhaan đã kết hôn trước đây và đã có một người con mà anh vẫn giữ bí mật cho Desai. Năm 2020, sau khi rời khỏi ngôi nhà chung của chương trình Bigg Boss, cô và Arhaan Khan chia tay nhau sau 2 năm hẹn hò.

## Danh sách tác phẩm

### Phim điện ảnh
| Năm  | Tác phẩm                             | Vai diễn        | Ngôn ngữ               | Ghi chú                                                  | Tham khảo     |
| ---- | ------------------------------------ | --------------- | ---------------------- | -------------------------------------------------------- | ------------- |
| 2002 | Kanyadaan                            |                 | Tiếng Assam            | Khách mời                                                | [ 73 ]        |
| 2003 | Balma Bada Nadaan                    | Gauri/Jugni     | Tiếng Bhojpur          |                                                          |               |
| 2003 | Maai Re Karde Bidaai Hamaar          | Kiran           | Tiếng Bhojpur          |                                                          |               |
| 2003 | Kab Hoi Gauna Hammar                 | Gauri           | Tiếng Bhojpur          |                                                          | [ 14 ] [ 15 ] |
| 2004 | Yeh Lamhe Judaai Ke                  | Sheetal         | Tiếng Hindi            | Được biết đến với nghệ danh Divya Desai                  |               |
| 2004 | Tulsi                                |                 | Tiếng Bhojpur          |                                                          |               |
| 2004 | Sohagan Bana Da Sajana Hamaar        |                 | Tiếng Bhojpur          |                                                          |               |
| 2005 | Gazab Bhail Rama                     | Gauri/Jyoti     | Tiếng Bhojpur          |                                                          |               |
| 2005 | Nadiya Ke Teer                       | Radha           | Tiếng Bhojpur          |                                                          |               |
| 2005 | Dulha Babu                           | Jyoti           | Tiếng Bhojpur          |                                                          |               |
| 2005 | Bandan Toote Na                      |                 | Tiếng Bhojpur          |                                                          |               |
| 2005 | Shabnam Mausi                        | Naina           | Tiếng Hindi            |                                                          |               |
| 2006 | Hum Balbrahma Chaari Tu Kanya Kumari | Jamuna          | Tiếng Bhojpur          |                                                          |               |
| 2006 | Bambai Ki Laila Chapra Ka Chaila     |                 | Tiếng Bhojpur          |                                                          |               |
| 2006 | Kable Aayee Bahaar                   | Anu             | Tiếng Bhojpur          |                                                          |               |
| 2006 | Kangna Khanke Piya Ke Angna          | Maya            | Tiếng Bhojpur          |                                                          |               |
| 2006 | Pappu Ke Pyar Ho Gail                | Priya           | Tiếng Bhojpur          |                                                          |               |
| 2006 | Sathi Sanghati                       | Radha           | Tiếng Bhojpur          |                                                          |               |
| 2006 | Tohse Pyar Ba                        | Shefali         | Tiếng Bhojpur          |                                                          |               |
| 2007 | Sambar Salsa                         |                 | Tiếng Anh              |                                                          |               |
| 2007 | Hum Hai Gawaar                       | Preeti          | Tiếng Bhojpur          |                                                          |               |
| 2008 | Gabbar Singh                         |                 | Tiếng Bhojpur          |                                                          |               |
| 2008 | Pyar Jab Kehu Se Hoi Jala            | Sangeeta        | Tiếng Bhojpur          |                                                          |               |
| 2008 | Shahar Wali Jaan Mareli              | Pammi           | Tiếng Bhojpur          |                                                          |               |
| 2008 | Umariya Kaili Tohre Naam             | Radha           | Tiếng Bhojpur          |                                                          |               |
| 2010 | Laakhon Mein Ek Hamaar Bhauji        | Gauri           | Tiếng Bhojpur          |                                                          |               |
| 2010 | Kanoon Hamra Mutthi Mein             | Pooja           | Tiếng Bhojpur          |                                                          |               |
| 2012 | Dabangg (phần 2)                     | Bride           | Tiếng Hindi            | Vai diễn khách mời xuất hiện trong bài hát "Dagabaaz Re" |               |
| 2016 | Rare And Dare Six X                  | Shweta Bhardwaj | Tiếng Hindi            |                                                          | [ 74 ]        |
| 2017 | Superstar                            | Anjali Kapadia  | Tiếng Gujarat          |                                                          |               |
| 2020 | Tamas                                | Saina/Sania     | Tiếng Hindi/tiếng Urdu | Phim ngắn                                                | [ 75 ]        |
| 2024 | Mission Laila                        | Miesha          | Tiếng Hindi            |                                                          | [ 76 ]        |
| 2024 | Hisaab Barabar                       | Monalisa        | Tiếng Hindi            |                                                          | [ 58 ]        |
| 2024 | Mom Tane Nai Samjay                  | Aashka          | Tiếng Gujarat          |                                                          | [ 77 ]        |
| 2024 | Chambe Di Booti                      | CXĐ             | Tiếng Punjab           |                                                          | [ 78 ]        |
| 2024 | Idiots                               | CXĐ             | Tiếng Hindi            |                                                          | [ 62 ] [ 63 ] |

### Phim và chương trình truyền hình
| Năm       | Tác phẩm                                | Vai diễn                            | Ghi chú   | Tham khảo |
| --------- | --------------------------------------- | ----------------------------------- | --------- | --------- |
| 2006–2008 | Raavan                                  | Nữ hoàng Mandodari                  |           |           |
| 2008      | Pari Hoon Main                          | Pari Rai Choudhary/Nikki Shrivastav |           |           |
| 2008      | Ssshhhh...Phir Koi Hai                  | Priya                               |           |           |
| 2009      | Meet Mila De Rabba                      | Tiến sĩ Meher Datta                 |           |           |
| 2009–2014 | Con của người hầu gái                   | Tapasya Thakur                      |           |           |
| 2010      | Comedy Circus 3 Ka Tadka                | Thí sinh                            |           |           |
| 2010      | Meethi Choori No 1                      | Tham luận viên                      |           |           |
| 2010      | Zara Nachke Dikha (mùa 2)               | Thí sinh                            | Quán quân |           |
| 2010      | Comedy Circus Ke SuperStars             | Người dẫn chương trình              |           |           |
| 2011      | Comedy Ka Maha Muqabala                 | Arshad Ke Punters Member            | Á quân    |           |
| 2012      | Haunted Nights                          | Shivani                             |           |           |
| 2012      | Jhalak Dikhhla Jaa (mùa 5)              | Thí sinh                            | Á quân 1  |           |
| 2013      | Nautanki: The Comedy Theatre            | Natkhat Sali                        |           |           |
| 2014      | Đội đặc nhiệm CID                       | Sakshi                              |           | [ 79 ]    |
| 2014      | Savdhaan India                          | Aanchal/Mata                        |           |           |
| 2015      | Nach Baliye (mùa 7)                     | Thí sinh                            | Á quân 1  |           |
| 2015      | Fear Factor: Khatron Ke Khiladi (mùa 6) | Thí sinh                            | Hạng 9    |           |
| 2015      | Ishq Ka Rang Safed                      | Tulsi                               |           |           |
| 2015      | Romansa Cinta Uttaran                   | Tapasya                             |           |           |
| 2016      | Adhuri Kahani Hamari                    | Preeti                              |           |           |
| 2016      | Box Cricket League (mùa 2)              | Cầu thủ cricket                     |           |           |
| 2016      | Mazaak Mazaak Mein                      | Cầu thủ cricket                     |           |           |
| 2017–2018 | Đẻ mướn                                 | Shorvori Bhattacharya               |           | [ 80 ]    |
| 2017      | Rasoi Ki Jung Mummyon Ke Sung           | Thí sinh                            |           |           |
| 2019      | Chalo Saaf Karein                       | Palak                               |           |           |
| 2019–2020 | Bigg Boss (mùa 13)                      | Thí sinh                            | Á quân 3  |           |
| 2020      | Tình người kiếp rắn (phần 4)            | Nayantara/Shalaka                   |           |           |
| 2020      | Ladies vs Gentlemen                     | Tham luận viên                      |           |           |
| 2021–2022 | Bigg Boss (mùa 15)                      | Thí sinh                            | Á quân 5  |           |
| 2022      | Nữ thần rắn báo thù                     | Shanglira/Shalaka                   |           |           |

#### Các vai diễn khách mời
| Năm  | Tác phẩm                        | Vai diễn   |
| ---- | ------------------------------- | ---------- |
| 2011 | Jhalak Dikhhla Jaa (mùa 4)      | Chính mình |
| 2011 | Dance India Dance (mùa 3)       | Chính mình |
| 2011 | Ratan Ka Rishta                 | Chính mình |
| 2012 | Bigg Boss (mùa 5)               | Chính mình |
| 2012 | Movers & Shakers                | Chính mình |
| 2013 | Bigg Boss (mùa 6)               | Chính mình |
| 2013 | Jhalak Dikhhla Jaa 6            | Chính mình |
| 2013 | Comedy Nights with Kapil        | Chính mình |
| 2014 | Nach Baliye (mùa 6)             | Chính mình |
| 2014 | Comedy Nights with Kapil        | Chính mình |
| 2015 | Jamai Raja                      | Chính mình |
| 2015 | Farah Ki Daawat                 | Chính mình |
| 2015 | Pesbukers                       | Chính mình |
| 2015 | Comedy Nights with Kapil        | Chính mình |
| 2016 | Ek Tha Raja Ek Thi Rani         | Chính mình |
| 2016 | Comedy Nights Live              | Chính mình |
| 2017 | Bigg Boss (mùa 10)              | Chính mình |
| 2017 | Ek Shringaar-Swabhiman          | Shorvari   |
| 2017 | Shakti – Astitva Ke Ehsaas Ki   | Shorvari   |
| 2017 | Bigg Boss (mùa 11)              | Chính mình |
| 2017 | Entertainment Ki Raat           | Chính mình |
| 2018 | Tu Aashiqui                     | Shorvori   |
| 2018 | Belan Wali Bahu                 | Shorvori   |
| 2018 | MTV Ace of Space (mùa 1)        | Chính mình |
| 2018 | Tình người kiếp rắn (phần 3)    | Chính mình |
| 2019 | Khatra Khatra Khatra            | Chính mình |
| 2019 | Kitchen Champion (mùa 5)        | Chính mình |
| 2020 | Mujhse Shaadi Karoge            | Chính mình |
| 2020 | Xà nữ tái sinh                  | Shalaka    |
| 2021 | Bigg Boss (mùa 14)              | Chính mình |
| 2021 | Bigg Boss OTT                   | Chính mình |
| 2022 | The Khatra Khatra Show          | Chính mình |
| 2023 | Entertainment Ki Raat Housefull | Chính mình |

### Phim chiếu mạng
| Năm  | Tác phẩm                | Vai diễn                 | Ghi chú | Tham khảo |
| ---- | ----------------------- | ------------------------ | ------- | --------- |
| 2021 | Tandoor                 | Palak Sahni/Palak Sharma |         | [ 81 ]    |
| 2022 | Ratri Ke Yatri          | Ruby                     |         | [ 82 ]    |
| 2023 | LLB - Naam Hi Kaafi Hai | Preeti                   |         |           |

### Phim ca nhạc
| Năm  | Tác phẩm              | Ca sĩ trình bày                 | Tham khảo |
| ---- | --------------------- | ------------------------------- | --------- |
| 2015 | Teri Ek Hassi         | Jubin Nautiyal                  | [ 83 ]    |
| 2016 | Sajna Ve              | Monali Thakur và Dilip Soni     | [ 84 ]    |
| 2020 | Ab Kya Jaan Legi Meri | Palash Muchhal và Amit Mishra   | [ 85 ]    |
| 2021 | Kinna Sona            | Rahul Vaidya                    | [ 86 ]    |
| 2021 | Subhan Allah          | Altamash Faridi                 | [ 87 ]    |
| 2021 | Zindagi Khafa Khafa   | Rahul Vaidya                    | [ 88 ]    |
| 2022 | Qatilana              | Ajay Keswani và Aakansha Sharma | [ 89 ]    |
| 2022 | Biraj Mein Jhoom      | Anuradha Palakurthi Juju        | [ 90 ]    |
| 2022 | Tere Pind             | Gurlez Akhtar và Fateh Shergill | [ 91 ]    |
| 2022 | Parwah                | Neha Bhasin                     | [ 92 ]    |
| 2022 | Khayalat              | Faisla Khan                     | [ 93 ]    |
| 2023 | Pyaar Eda Da          | Jyoti Nooran                    | [ 94 ]    |

## Giải thưởng và đề cử
| Năm  | Giải thưởng                                       | Hạng mục                                           | Tác phẩm              | Kết quả   | Tham khảo |
| ---- | ------------------------------------------------- | -------------------------------------------------- | --------------------- | --------- | --------- |
| 2009 | Giải thưởng Truyền hình Ấn Độ                     | Nữ diễn viên vào vai phản diện được yêu thích nhất | Con của người hầu gái | Đề cử     | [ 95 ]    |
| 2010 | Giải thưởng Truyền hình Ấn Độ                     | Nữ diễn viên vào vai phản diện được yêu thích nhất | Con của người hầu gái | Đoạt giải | [ 96 ]    |
| 2010 | Giải thưởng Hàn lâm Truyền hình Ấn Độ             | Nữ diễn viên được yêu thích nhất                   | Con của người hầu gái | Đoạt giải | [ 97 ]    |
| 2011 | Giải thưởng của Hiệp hội Nhà sản xuất phim Aspara | Nữ diễn viên truyền hình xuất sắc nhất             | Con của người hầu gái | Đoạt giải | [ 98 ]    |
| 2011 | Giải Cánh hoa vàng                                | Most Lokpriya Jodi                                 | Con của người hầu gái | Đề cử     |           |
| 2011 | Giải Cánh hoa vàng                                | Nữ diễn viên được yêu thích nhất                   | Con của người hầu gái | Đề cử     |           |
| 2012 | Giải thưởng của Hiệp hội Nhà sản xuất phim Aspara | Nữ diễn viên truyền hình xuất sắc nhất             | Con của người hầu gái | Đề cử     | [ 99 ]    |
| 2017 | Giải Cánh hoa vàng                                | Nữ diễn viên xuất sắc nhất                         | Đẻ mướn               | Đề cử     |           |
| 2017 | Giải Cánh hoa vàng                                | Favorite Jodi                                      | Đẻ mướn               | Đoạt giải |           |
| 2017 | Giải Vàng                                         | Nữ diễn viên xuất sắc nhất                         | Đẻ mướn               | Đề cử     |           |
| 2022 | Bollywood Life Awards                             | Diva được yêu thích nhất                           | —                     | Đề cử     | [ 100 ]   |
| 2023 | Bollywood Life Awards                             | Diva được yêu thích nhất                           | —                     | Đề cử     |           |